# Ален Крівін
Але́н Кріві́н (10 липня 1941 , XV округ Парижа  — 12 березня 2022 , XVII округ Парижа ) — французький політичний діяч троцькістського спрямування, один з лідерів травневих заворушень 68-го та один із засновників Нової антикапіталістичної партії. До 2009 року входив до керівництва Революційної комуністичної ліги (РКЛ) — французької секції об'єднаного Четвертого Інтернаціоналу. 

## Життєпис
Походив із єврейської родини іммігрантів з України, які залишили Російську імперію через погроми. Двоюрідний брат диригента Еммануеля Крівіна та математика Жана-Луї Крівіна. Близнюк Алена — фізик Юбер Крівін, старший брат — хірург і публіцист Жан-Мішель Крівін — також були троцькістами. Під час нацистської окупації маленького Алена переховували в містечку Данізі (департамент Ен). Навчався в ліцеї Кондорсе, на факультеті гуманітарних наук Сорбонни, де вивчав історію.
Політичну діяльність починав у Французькій комуністичній партії (ФКП), до молодіжного крила якої вступив у 1956 році. З 1958 по 1965 рік був членом Національного комітету Союзу комуністичних студентів Франції (СКС). Уже тоді критикував політику керівництва ФКП, яке спершу виступало проти незалежності Алжиру. Під час Алжирської війни Крівін входив до мереж солідарності з Фронтом національного визволення, зокрема до руху «Молодий Опір». У відповідь на путч ультраправих у 1961 році став ініціатором створення Університетського антифашистського фронту, який протидіяв активності прихильників ОАС у Латинському кварталі Парижа.
На з'їзді СКС 1965 року прихильники Крівіна як ліве крило організації почали кампанію за «право на існування течій» та «послідовну десталінізацію ФКП». У січні 1966 року його виключили з партії за незгоду з лінією керівництва щодо підтримки Франсуа Міттерана на президентських виборах і за симпатії до троцькізму. У тому ж 1966 році Крівін і його соратники заснували організацію «Революційна комуністична молодь» (РКМ).
Ален Крівін і РКМ відіграли помітну роль у подіях Травня 1968 року у Франції, ставши центром тяжіння для нової лівої молоді. Газета «Ле-Монд» писала, що РКМ, яка мала найбільше число активістів, відіграла важливу роль у мобілізації студентів, особливо під час демонстрацій НССФ.
У 1969 році, проходячи військову службу, Крівін уперше балотувався в президенти Франції від Комуністичної ліги (КЛ), створеної внаслідок об'єднання РКМ з Міжнародною комуністичною партією П'єра Франка. Тоді він набрав 1,05 % голосів (239 106 виборців).
У 1973 році Комуністичну лігу було заборонено французькою владою після демонстрації проти ультраправої організації «Новий порядок», яка завершилася сутичками з поліцією. Крівіна і П’єра Руссе було заарештовано, а організація на деякий час пішла в підпілля.
У 1974 році на базі забороненої КЛ було створено Революційний комуністичний фронт (РКФ), який пізніше перетворився на Революційну комуністичну лігу (РКЛ). На президентських виборах 1974 року Крівін знову балотувався, цього разу набравши лише 0,39 % голосів (93 990). У подальших виборах не брав участі: у 1981 році не вдалося зібрати необхідну кількість підписів, у 1988 році РКЛ підтримала незалежного комуніста П’єра Жюкена, а в 1995 році закликала голосувати за кандидатів від ФКП, «Робітничої боротьби» або Зелених.
З 1974 року — член Політбюро РКЛ і виконавчого бюро Четвертого Інтернаціоналу. У березні 2006 року склав повноваження члена Політбюро, але залишився в міжнародному керівництві. У 1999–2004 роках був депутатом Європарламенту від спільного списку РКЛ і «Робітничої боротьби». Публікувався в газеті Rouge та журналах Четвертого Інтернаціоналу Inprecor і International Viewpoint.
У 2008–2009 роках, разом з Олів'є Безансно, активно долучився до створення Нової антикапіталістичної партії (НАП).
У 2006 році відвідував Москву, де виступав у МДУ, Університеті РАО та книжковому магазині «Фаланстер». Виступив також на II з'їзді соціалістичного руху «Вперед», де говорив про міжнародну ситуацію, діяльність Четвертого Інтернаціоналу, а також ситуацію в Бразилії та Італії.
У 2015 році на запрошення української лівої організації «Соціальний рух» узяв участь у Першотравневій демонстрації та конференції в Києві.
У 2019 році разом з Олів'є Безансно, Філіпом Путу, Алексом Каллінікосом, Фредріком Джеймісоном, Хорхе Алеманом, Робертом Бреннером, Славоєм Жижеком, онуком Лева Троцького Естебаном Волковим та іншими інтелектуалами підписав петицію проти показу мінісеріалу «Троцький», який придбала для трансляції платформа Netflix.